# Alcazaba de Almería

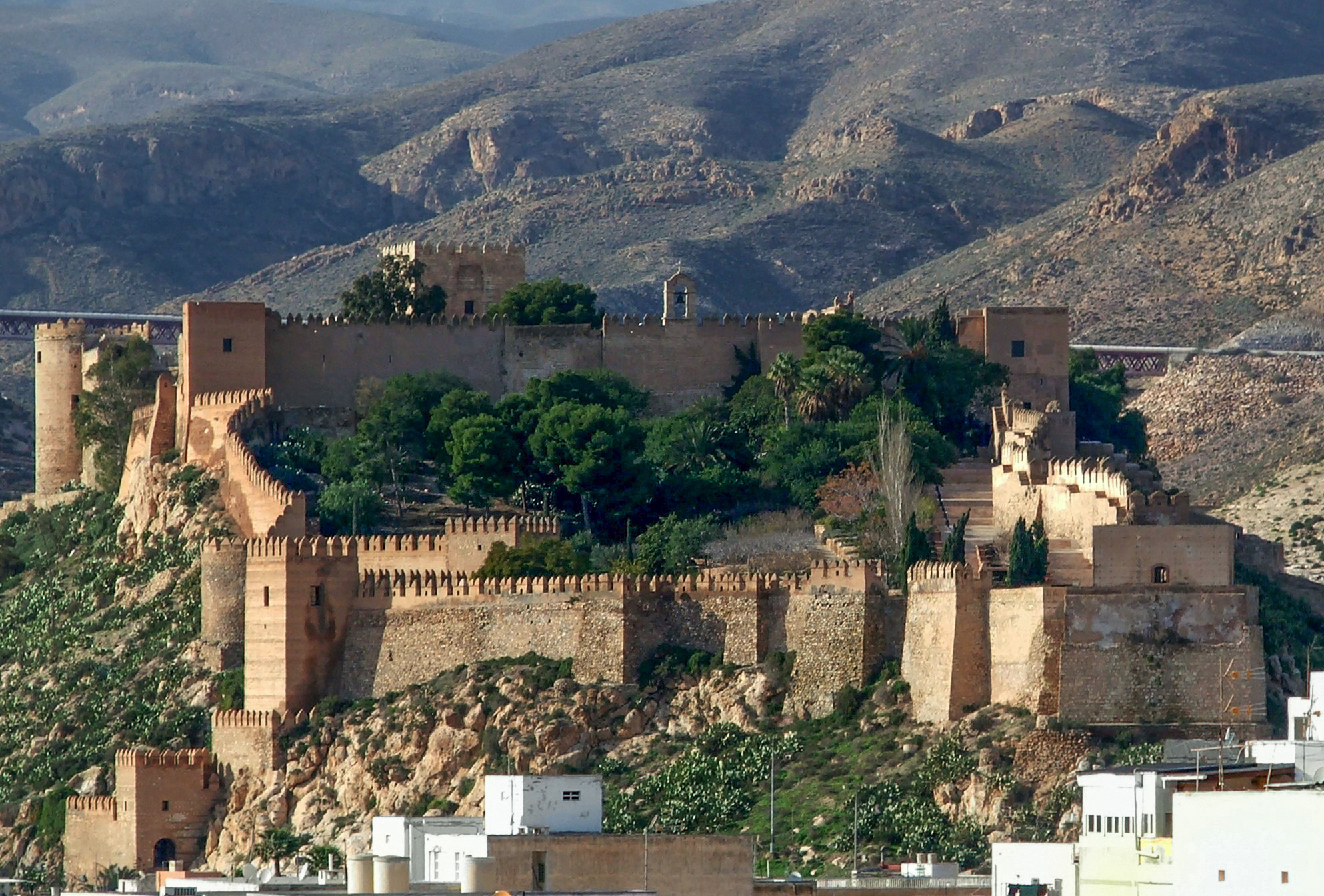
Het Alcazaba de Almería

Het Alcazaba de Almería (Arabisch al-qasbah, قصبة, "citadel") in de Spaanse stad Almería is een voormalig Moors fort op een heuvel boven de stad. De constructie van het op een na grootste alcazaba van Spanje begon in 955 op bevel van kalief Abd al-Rahman III en eindigde in de elfde eeuw.
Het complex werd in 1931 uitgeroepen tot Monumento nacional, historisch en artistiek monument, wat op 4 juni 1931 werd erkend door de publicatie in de officiële Gaceta de Madrid. Het monumentale complex van het Alcazaba en de muren van de Cerro de San Cristóbal werden in 1985 uitgeroepen tot Bien de Interés Cultural (BIC) na de inwerkingtreding van Wet 16/85 op het Spaanse Historisch Erfgoed, maar het duurde tot 24 februari 2004 voordat de omgeving van het Erfgoed inclusief de ommuring, kasteel en torens uit de 15e-16e eeuw werd afgebakend door decreet 83/2004. Het is het op één na grootste bouwwerk van Moorse oorsprong in Spanje, alleen het Alcazaba de Badajoz is groter. Gelegen op heuvels, is het uitzicht van op het alcazaba op de stad en de baai uitzonderlijk. Op zijn beurt is het Alcazaba op heldere dagen zichtbaar vanaf de zee tot 55 kilometer uit de kust.